# Операција Рот
Операција Рот је био план за немачку војну операцију након успеха Fall Gelb (Случај Жуто), битка за Француску, инвазија на земље Бенелукса и северну Француску. Савезничке армије су поражене и потиснуте назад на север до обале Ламанша, што је кулминирало евакуацијом из Денкерка. Операција за завршетак освајања Француске од стране немачке војске почела је 5. јуна 1940. Fall Rot започео је прелиминарним нападом преко реке Соме на обали Ламанша до Сене, који је почео 5. јуна и главном офанзивом Групе армија А 9. јуна даље на исток преко реке Ен.

## Позадина

### Француске одбрамбене припреме
До краја маја 1940, најбоље опремљене француске армије су послате на север и изгубљене у Fall Gelb и евакуацију из Денкерка, што је савезнике коштало 61 дивизију. Француски командант Максим Веган био је суочен са изгледом да одбрани 965 километара фронт од Седана, дуж река Ене и Соме до Абевила на Ламаншу, са 64 француских дивизија. 51. (горска) пешадијска дивизија и неколико британских дивизија које су послате у француске луке јужно од Соме да формирају „2nd BEF“ биле су једини британски допринос. Вегану је недостајала резерва да се супротстави пробоју против 142 German дивизије и Луфтвафеа, која је имала ваздушну надмоћ, осим над Ламаншом.
Између шест и десет милиона цивилних избеглица побегло је од борби и закрчило путеве, у ономе што је постало познато као L'Éxode (Излазак) и неколико аранжмана је направљено за њихов пријем. Број становника Шартра је опао са 23.000 на 800 и Лила са 200.000 на 20.000, док су градови на југу, попут Поа и Бордоа, брзо расли.

## Почетак

### Битка код Абевила
Битка код Абевила се одиграла од 28. маја до 4. јуна 1940. у близини Абевила током битке за Француску у Другом светском рату. Док је операција Динамо, евакуација из Денкерка, била у току, Веган је покушао да искористи имобилизацију немачких снага, да нападне северно преко Соме и спасе заробљене савезничке снаге у џепу Денкерка. Напад је извела француска 2e Division cuirassée (2. тешка оклопна дивизија) и 4e Division cuirassée (4. тешка оклопна дивизија) и Британска 1. оклопна дивизија. Напади су смањили величину немачког мостобрана за око 50 одсто.

### Веганова линија
Француске армије су се повукле на своје линије снабдевања и комуникације и имале су лакши приступ радионицама, депонијама залиха и продавницама. Око 112.000 евакуисаних француских војника враћено је преко Нормандије и лука у Бретањи. То је била нека замена за изгубљене дивизије у Фландрији. Французи су такође успели да надокнаде значајан део својих оклопних/оклопних губитака и подигли су 1. и 2. тешка оклопна дивизија; 4. тешка оклопна дивизија је такође заменила губитке; морал је порастао и био је веома висок до краја маја 1940.
Морал се поправио јер је већина француских војника знала за немачки успех само из друге руке; Преживели француски официри стекли су тактичко искуство против немачких мобилних јединица и повећали поверење у своје оружје, након што су видели њихову артиљерију (што је анализа Вермахта након битке признала као технички одличним) а и тенкови су се боље понашали у борби од немачких оклопа. Француски тенкови су имали тежи оклоп и веће топове. Између 23. и 28. маја, Французи су реконституисали Седму и Десету армију. Веган се одлучио за тактику јежа, у дубокој одбрани, како би нанео максималну исцрпљеност немачким јединицама. Упошљавао је јединице по градовима и малим селима, које су биле припремљене за свестрану одбрану. Иза тога су нове пешадијске, оклопне и полумеханизоване дивизије биле спремне за контранапад и растерећење опкољених јединица којима је наређено да се издрже по сваку цену.

## Битка
Група армија Б напала је обе стране Париза; у својих 47 дивизија имала је већину мобилних јединица. После 48 сати, Немци нису пробили француску одбрану. На Аисне, 16. панцер дивизија (Генерал Ерих Хепнер) ангажовао је преко 1.000 борбених оклопних возила (АФВ) у две оклопне дивизије и моторизовану дивизију против Француза. Напад је био груб и Хепнер је изгубио 80 од 500 АФВ у првом нападу. Немачка 4. армија је заузела мостобране преко Соме, али Немци су се борили да пређу департман Ен док је француска одбрана у дубини осујећивала прелаз. Код Амјена, Немци су више пута били потискивани снажним концентрацијама француске артиљерије, што је био значајан напредак у француској тактици.
Немачка војска се ослањала на Луфтвафе да ућутка француску артиљерију док је немачка пешадија напредовала, форсирајући прелазе тек трећег дана. Armée de l'Air (Француско ваздухопловство) је покушало да их бомбардује, али није успело. Немачки извори су признали да је битка била "тешка и скупа по животе, непријатељ је пружао јак отпор, посебно у шумама и дрворедима настављајући борбу када су наше трупе прогурале тачку отпора". Јужно од Абевила, француској Десетој армији (генерал Роберт Алтмајер) је био сломљен фронт и били су принуђени да се повуку у Руан и на југ преко реке Сене. 7. панцер дивизија је кренула на запад преко реке Сене кроз Нормандију и заузела луку Шербур 18. јуна, приморавајући већи део 51. (горске) дивизије на предају 12. јуна. Немачки врхови су били преоптерећени и рањиви на контра ударце, али је Луфтвафе ускратио Французима способност да се концентришу, а страх од ваздушног напада негирао је њихову масовну и мобилну употребу од стране Вегана.
Француска влада је 10. јуна прогласила Париз отвореним градом. Немачка 18. армија напредовала је на Париз против одлучне француске опозиције, али је линија на неколико места прекинута. Веган је тврдио да неће требати дуго да се француска војска распадне. Черчил је 13. јуна присуствовао састанку Англо-француског врховног ратног савета у Туру. Предложио је француско-британску унију, што су Французи одбили. Париз је 14. јуна пао, а Парижани који нису могли да побегну из града открили су да су Немци у већини случајева били изузетно добро васпитани.
Ваздушна надмоћ коју је успоставио Луфтвафе постала ваздушна надмоћ, са Armée de l'Air на ивици пропасти. Французи су тек почели да праве већину налета бомбардера; између 5. и 9. јуна током операције Паула, када је извршено преко 1.815 летова, 518 бомбардера. Број летова је опао јер је губитке постало немогуће заменити. РАФ је покушао да скрене пажњу Луфтвафеа са 660 летова против циљева изнад области Денкерка, али је изгубио много авиона; 21. јуна уништено је 37 Бристол Бленима. После 9. јуна, француски ваздушни отпор је практично престао и неки преживели авиони су се повукли у француску северну Африку. Луфтвафе напади концентрисани на директну и индиректну подршку војске. Луфтвафе је напао линије отпора које су се потом брзо срушиле под оклопним нападом.

### Мажино линија
Група армија Ц на истоку је требало да помогне Групи армија А да опколи и заузме француске снаге на Мажино линији. Циљ операције је био да се обухвати регион Меца, са својим утврђењима, како би се спречила француска контраофанзива из Алзаса на немачку линију на Соми. 19. панцер дивизија (генерал Хајнц Гудеријан) требало је да напредује до француске границе са Швајцарском и зароби француске снаге у планинама Вогези док је 16. панцер дивизија напала Мажино линију са запада, у њену рањиву позадину да заузму градове Верден, Тул и Мец. Французи су преместили 2. групу армија из Алзаса и Лорене на линију Вегана на Соми, остављајући само мале снаге да чувају Мажино линију. Након што је група армија Б започела офанзиву на Париз и у Нормандију, група армија А је започела напредовање у позадину Мажино линије. Група армија Ц је 15. јуна покренула операцију Тигар, фронтални напад преко Рајне на Француску.
Немачки покушаји да пробију Мажино линију пре Тигра нису успели. Један напад је трајао осам сати на северном крају линије, коштајући Немце 46 мртвих и 251 рањених, док су двојица Француза убијена у Ouvrage Ferme Chappy (склониште Шапи фарма) и једно у Ouvrage Fermont. Дана 15. јуна, последње добро опремљене француске снаге, укључујући Четврту армију, спремале су се да напусте када су Немци ударили; само је скелетна сила држала линију. Немци су знатно надмашили Французе и могли су да позову 1. корпус од седам дивизија и 1.000 топова, иако је већина била из Првог светског рата и није могла да пробије дебели оклоп тврђава. Само 88 мм топови су били ефикасни и 16 их је додељено операцији; Употребљени су и топови 150 мм и осам железничких батерија. Луфтвафе је био распоређен у Fliegerkorps V.
Битка је била тешка и споро се напредовало против снажног француског отпора, али су склоништа савладана једна по једна. Ouvrage Schoenenbourg је испалио 15.802 метка од 75 мм на немачку пешадију. Била је највише бомбардована од свих француских положаја, али га је оклоп штитио од фаталних оштећења. Истог дана када је Тигар почео, Unternehmen Kleiner Bär започео. Пет јуришних дивизија 7. корпуса прешао је Рајну у област Колмар са циљем да напредује до планине Вогези. Имали су 400 артиљеријских оружја укључујући тешку артиљерију и минобацаче. Француска 104. дивизија и 105. дивизија враћене су у планине Вогези 17. јуна. Истог дана 19. корпус је стигао до швајцарске границе и Мажино линија је била одсечена од Француске. Већина јединица се предала 25. јуна, а Немци су тврдили да су узели 500.000 заробљеника. Нека главна упоришта су наставиле борбу, упркос апелима на предају. Последње упориште се није предало до 10. јула и то само у знак протеста и на захтев генерала Жозефа Жоржа. Од 58 великих утврђења на Мажино линији, десет је заузела немачка војска.

## Последице

### Друга евакуација
Евакуација другог БЕФ-а је извршена током операције Аериал између 15. и 25. јуна. Луфтвафе, са потпуном доминацијом на француском небу, био је одлучан да спречи више савезничких евакуација након дебакла у Денкерку. Fliegerkorps I је додељен секторима Нормандије и Бретање. Дана 9. и 10. јуна, лука Шербур била је изложена немачким бомбама од 15 тона, док је Хавр претрпео 10 бомбардовања у којима је потопљено 2.949 БРТ избеглог савезничког брода. Дана 17. јуна, Јункерс Ју 88 (углавном из Kampfgeschwader 30) потопио „10.000 тонских бродова“ који је био линијски брод од 16.243 БРТ RMS Ланкастрија код Сен Назера, убивши око 4.000 савезничког особља (скоро удвостручивши број Британаца који су погинули у бици за Француску), а Луфтвафе није успео да спречи евакуацију неких 190.000–200.000 савезничког особља.

### Примирје
Обесхрабрен непријатељском реакцијом владе на британски предлог за француско-британску унију и верујући да га његови министри више не подржавају, премијер Пол Рејно поднео је оставку 16. јуна. Наследио га је маршал Филип Петен, који је одржао радио обраћање француском народу, најављујући намеру да затражи примирје са Немачком. Када је Хитлер добио вест од француске владе да жели да преговара о примирју, одабрао је Компијењску шуму, место примирја 1918, као место одржавања. Хитлер је 21. јуна 1940. посетио место да започне преговоре, који су се одвијали у железничком вагону у којем је потписано примирје 1918. године. Након што је саслушао преамбулу, Хитлер је напустио кочију у прорачунатом гесту презира према француским делегатима и преговори су предати Вилхелму Кајтелу, начелнику штаба Врховне команде Вермахта (OKW). Примирје је потписано сутрадан у 6:36 (француско време), од генерала Кајтела за Немачку и генерала Чарлса Хунцигера за Француску и ступио је на снагу у 00:35 25. јуна, након потписивања француско-италијанског примирја, у 6:35 поподне 24. јуна у близини Рима.

#### Италија
Италија је објавила рат Француској и Британији 10. јуна увече, да би ступио на снагу нешто после поноћи. Две стране су размениле ваздушне нападе првог дана рата, али се мало тога догодило на алпском фронту, пошто су и Француска и Италија усвојиле одбрамбену стратегију. Дошло је до сукоба између патрола и француских утврђења Ligne Alpine разменили ватру са својим италијанским колегама из Vallo Alpino. Француска је 17. јуна објавила да ће тражити примирје са Немачком, а 21. јуна, пошто је француско-немачко примирје требало да буде потписано, Италијани су покренули општу офанзиву дуж алпског фронта, са главним нападом на северни сектор. и секундарно напредовање дуж обале. Офанзиву су водиле 32 италијанске дивизије и продрле су неколико километара на француску територију, против Алпске армије (генерал Рене Олри) која је држала границу са три дивизије. Приобални град Ментон је заузет, али на Азурној обали инвазију су задржали француски подофицир и седам људи. Увече 24. јуна, у Риму је потписано француско-италијанско примирје које је ступило на снагу у исто време када и Друго примирје у Компјењу са Немачком (22. јуна), нешто после поноћи 25. јуна.